# Setodes uncinatus
Setodes uncinatus är en nattsländeart som beskrevs av Georg Ulmer 1913. Setodes uncinatus ingår i släktet Setodes och familjen långhornssländor. Inga underarter finns listade i Catalogue of Life.